# Strasse
Strasse är en svensk new wave-musikgrupp med rötterna i Göteborg, som bildades av sångaren Russ Ryden och trumslagaren Kaj Zack. Gitarristen Max Abbey tillträdde innan bandets första spelning 1978.

## Historia
År 1981 släpptes första singeln Den Hotfulla Kärleken på etiketten Mariann, som producerades av Anders Eljas och Magnus Uggla. Midge Ure, dåvarande sångare i brittiska Ultravox, var med och producerade deras första album, Följa John, som kom ut på skivbolaget Rixi (en underetikett till Mariann). På plattan fanns låten Långsam Krash, som gjordes om med engelsk text, och singeln Crash Slowly släpptes, producerad av Ure. 
Efter medlemsbyten skrevs nytt kontrakt med RCA Records, och 1983 släpptes singeln A Stairway To You, som också producerades av Ure. Ytterligare en singel, Hunger-Hunger, producerad av Ulf Wahlberg släpptes.
Bandmedlemmarna började intressera sig för andra musikaliska projekt och konstnärliga uppdrag, och gruppen gjorde ett nästan tjugoårigt uppehåll.
När Zack hade lämnat Strasse startade han 1986 bandet Attaboy tillsammans med sångaren Mats Westling (som också hade spelat gitarr i Strasse) basisten Berne Randulw och klaviaturspelaren Peter Ljunggren. Bandet släppte två singlar, Land Of Glory och Hungry Soul på skivbolaget WEA. Singlarna producerades av Harpo och bandet lyckades under den korta karriären att bli nominerade som ett av de ”snyggaste banden i Sverige” av Veckorevyn.
År 2001 stod Strasse på scen igen med Ryden och Abbey som enda originalmedlemmar. Tillsammans med Ken Sandin och Charlie Storm släppte de 2005 skivan Transylvanian Flower. De efterföljande singlarna Shakespeare Was An American (2007) och Killed Again (2008) ingick på skivan Half Past Animal som kom ut 2009. Där medverkade jazz/avant gardepianisten Mike Garson på låten Crashing. Från och med 2004 har bandets skivor givits ut av Luminol Grammofon.

## Bandmedlemmar

### 1980-81
- Max Abbey - gitarr och kör
- Joakim Nivre – klaviatur och kör
- Kaj Zack – trummor och kör
- Russ Ryden – sång
- Jonas Yaya Englund – bas och akustisk gitarr

### 2001
- Max Abbey
- Russ Ryden
- Ken Sandin
- Charlie Storm

### 2008
- Max Abbey
- Russ Ryden
- Charlie Storm

## Diskografi album/singlar
- 1981: Den Hotfulla Kärleken, (singel), (Mariann MAS 2308)
- 1981: Följa John, (album) (eng. SLOW), (Rixi TRIX-LP 100)
- 1981: Crash Slowly, (singel), (Rixi TRIX 001)
- 1983: A Stairway To You, (singel), (RCA RCA 316)
- 1984: Hunger-Hunger, (singel), (RCA PB 60139)
- 2004: Dying for the Wild Life, (singel)
- 2005: Transylvanian Flower
- 2007: Shakespeare Was An American, (singel)
- 2008: Killed Again, (singel)
- 2009: Half Past Animal
- 2011: Street Life Collection, (samling).
- 2014: Re-Possess, (samling med B-Sidor och demos).